# Pablo Bernasconi
Pablo Bernasconi (Buenos Aires, 6 de agosto de 1973) es un diseñador gráfico argentino. Ha colaborado en gran cantidad de revistas de renombre, sus trabajos se encuentran en Clarín, Caras y Caretas, Rolling Stone, The New York Times, Playboy, entre otros. Ha sabido crear un estilo propio en sus ilustraciones, que lo hacen altamente reconocible.

## Vida profesional
Se recibió de diseñador gráfico en la Facultad de Arquitectura, Diseño y Urbanismo de la Universidad de Buenos Aires, lugar donde se desempeñó como docente durante seis años. Sus ilustraciones se publican no solamente en Argentina, sino también en distintas partes del mundo como España, Brasil, Estados Unidos, Inglaterra, Alemania, Australia y Japón. Está radicado en San Carlos de Bariloche, Argentina.

## Estilo
Pablo Bernasconi, como describe con sus palabras, "crea un universo no lineal, con su imagen partitura, compone un mensaje incompleto, retazos de un discurso cargado de guiños e implicaturas que el lector, su cómplice, completa y reorganiza, introduciendo en la imagen lo que no está, lo que prolijamente el ilustrador ha ocultado." Su medio de expresión suele ser el collage, aunque se apoya también con otras técnicas en tinta y pintura. La totalidad de su obra está encarada desde lo conceptual prevaleciendo sobre la mera estética final. Sus imágenes son construcciones de significados, exponentes de metáforas diseñadas para compartir ideas. Sus retratos son un buen ejemplo de esto. En sus palabras "hay personajes que el rostro les excede. [...] Ilustré a Videla. que es excedido por la caricatura, no es un señor de bigotes frondosos. ¿Qué más es Videla? Es Falcons verdes, es sangre, es huellas digitales borradas.".

## Publicaciones
Cuenta con 10 libros infantiles publicados:
- El brujo, el horrible y el libro rojo de los hechizos
- El Diario del Capitán Arsenio
- El Sueño del Pequeño Capitán Arsenio
- Hipo no nada
- El Zoo de Joaquín
- Cuero Negro Vaca Blanca
- Rebelión en Tortoni
- Excesos y exageraciones
- Los Súper Premios
- Mentiras y Moretones

4 libros para adultos:
- Retratos
- Bifocal
- Finales
- Retrato2

## Reconocimientos
- Premio Konex de Platino 2024 Letras en la disciplina Literatura Infantil otorgado por la Fundación Konex
- Incluido en la lista de libros infantiles y juveniles del Premio Hans Christian Andersen 2020 que el jurado recomienda para traducir a varios idiomas por su libro "El Brujo, el Horrible y el Libro Rojo de los Hechizos"[4]
- Destacado de ALIJA, categoría Ilustración, por "El Brujo, el Horrible y el libro rojo de los hechizos". - 2007
- Captain Arsenio, best children book of the year, Zena Sutherland Award. The University of Chicago- 2006
- 32 Premio Abril de Jornalismo, categoría Ilustración. Brasil - 2007
- Cuatro premios a la excelencia en la SND (Society of Newspaper Design) por ilustraciones en Clarín y La Voz de Galicia.
- "El Zoo de Joaquin" seleccionado entre los premios Daniel Gil, 2006.
- Incluido en el 2005 y 2008 "200 Best illustrators worldwide" por Luerzer's Archive (Alemania).
- Best Cover for Children's school books. Chicago Book and Media Show - 2006
- The Sunday Times. Children's book of the week: THE WIZARD, THE UGLY AND THE BOOK OF SHAME
- Primer premio, para el Afiche de la Feria del libro infantil 2005 en Buenos Aires.
- Premio the UK Association of Illustrators 29 Awards Annual (2005)
- Premio World Book Day, 2004